# Деренковский, Абрам Соломонович
Абрам Соломонович Деренковский (24 декабря 1914 — 10 мая 1996) — советский конструктор и изобретатель, лауреат Сталинской премии (1946).

## Биография
В начале своей инженерной деятельности Деренковский длительное время (1932—1941 годы) работал на Николаевском судостроительном заводе. В 1934 году он предложил новый способ изготовления гребных винтов, основанный на принципе пантографа, и сконструировал станок для фрезерования лопастей.
В 1941 перешел на работу во вновь созданный Института лётных исследований (ЛИИ), где работал в эвакуации в Новосибирске и в Жуковском (Московской области) до 1946 года. Согласно указам о награждении орденами к 1944 году Деренковский занимал должность ведущего инженера, а в 1945 году был уже в должности начальника отдела ЛИИ.
После выделения из ЛИИ нового института НИИ-2 Деренковский был переведён туда и с 1946 года до выхода на пенсию он работал в ГосНИИ АС (до 1970 года именовался НИИ-2 МАП).
Ещё работая в ЛИИ, в 1943 году Деренковский существенно модифицировал прицел для бомбометания с горизонтального полета ОПБ-1. В новом прицеле, получившем обозначение ОПБ-1Д (по первой букве фамилии изобретателя), был реализован новый метод, названный автором «методом синхронизации»), который обеспечивал при прицеливании учёт составляющих как воздушной, так и путевой (с учётом ветра) скорости полёта самолёта. Изобретение имело широкое внедрение и использовалось впоследствии во всех векторных авиационных прицелах, за что в 1946 году Деренковскому и ряду его коллег была присуждена Сталинская премия.
Создание и внедрение ОПБ-1Д принесли Деревянскому широкую известность и уважение в промышленности и в ВВС среди штурманов. Вот как вспоминал об этом Е. А. Федосов в своих мемуарах в части, касающейся испытаний в период 1960-х годов уже более поздних типов бомбардировочных прицелов разработки В. А. Хрусталева:

Як-28 … уже бомбил на сверхзвуковых скоростях, … при проведении учебного бомбометания возникла проблема попадания бомбы даже не в цель, а хотя бы в полигон. … Главным конструктором прицела ОПБ-16, стоявшего на Як-28, был В. А. Хрусталев из ЦКБ «Геофизика». … Ошибку прицеливания порождали две причины. Первая заключалась в том, что следящие системы решающего устройства ОПБ-16 имели плохую динамику — как бы замедленную реакцию… и при решении уравнений бомбометания и инструментовки таблиц, определяющих баллистику полета бомбы, возникали всякие временные и фазовые сдвиги, которые и приводили к ошибкам бомбометания. Избавиться от этих неприятностей можно было только «вылечив» следящие системы … . Это чисто приборная задача, решать которую должен был, конечно, главный конструктор В. А. Хрусталев.
В. А. Хрусталев приехал весь в наградах — с Золотой Звездой Героя Соцтруда, золотой медалью лауреата Ленинской премии … вначале он наотрез отказался верить в несовершенство своей конструкции. …. Поэтому, чтобы как-то поставить на место Хрусталева, который вначале отрицал влияние своих вычислителей на сверхнормативное рассеивание бомб и упорно утверждал, что причина в чем-то другом и мы должны ее еще найти …, мне пришлось привезти во Владимировку А. С. Деренковского. Он очень не хотел лететь, так как панически боялся летать на самолетах и в конце концов приехал поездом. Но когда он появился в испытательной бригаде, это произвело неожиданно сильный эффект среди штурманов. Оказалось, что во всех училищах, где их готовят, в учебных аудиториях висят на стенах портреты знаменитых вооруженцев, поскольку штурманы одновременно являются и бомбардирами. И портрет Деренковского тоже висел во всех училищах, поскольку его прицел сыграл очень большую роль в успешных действиях нашей бомбардировочной авиации в годы войны, в том числе на Ту-2.

Особенно ярким эпизодом в истории ОПБ-1Д стали налеты на Варшаву … . Обстановка сложилась так, что часть домов занимали немцы, а часть — восставшие патриоты. Нашей авиации пришлось бомбить дома, занятые врагом, в густонаселенном городе, причем точность прицеливания была настолько высокой, что бомбы с Ту-2 ложились прямо на конкретный дом. Эта операция принесла славу А. С. Деренковскому, и штурманы, впервые увидев живого классика — создателя ОПБ-1Д, очень почтительно отнеслись к нему. Меня это поразило, потому что для нас, в институте, Абрам Соломонович был обычным научным сотрудником. Он даже не занимал никакой высокой административной должности, а тут, при его появлении, все встали, хотя встречающие были в звании подполковника и выше. Когда появился Хрусталев и увидел Деренковского, он сразу как-то сник, хотя Абрам Соломонович не произнес еще ни слова — просто сидел и слушал … уже на следующий день главный конструктор приехал безо всякого «золота» на груди и занялся делом.
Последним изобретением, где Деренковский был главным конструктором, стал стенд для исследования аэростатических опор (1972).
Абрам Соломонович Деренковский умер в 1996 году, он похоронен на Востряковском кладбище в Москве.

## Награды
- Сталинская премия второй степени (26.01.1946)
- Орден Красной Звезды (29.04.1944)[1]
- Орден Отечественной войны I степени (16.09.1945)[1]